# Вичерпання IPv4-адрес

Шкала часу вичерпання адреси IPv4

Вичерпання IPv4-адрес — використання резерву нерозподілених адрес протоколу IPv4. Оскільки початкова архітектура Інтернету мала менше ніж 4,3 мільярда доступних адрес, вичерпання очікувалося з кінця 1980-х років, коли Інтернет почав відчувати різке зростання. Це вичерпання є однією з причин розробки та розгортання його наступника протоколу IPv6. IPv4 і IPv6 співіснують в Інтернеті.
Простором IP-адрес глобально керує Адміністрація адресного простору Інтернет (IANA) і п'ять регіональних інтернет реєстрів (RIR), відповідальних за призначення IP-адрес кінцевим користувачам на певних територіях, і локальними інтернет-реєстраторами, такими як інтернет-провайдери. Основні ринкові сили, які прискорили вичерпання IPv4-адрес, включали стрімко зростаючу кількість користувачів Інтернету, постійно активних пристроїв і мобільних пристроїв.
Очікувана нестача була рушійним фактором у створенні та впровадженні кількох нових технологій, включаючи перетворення мережевих адрес (NAT), безкласову міждоменну маршрутизацію (CIDR) у 1993 році та IPv6 у 1998 році.
Вичерпання верхнього рівня відбулося 31 січня 2011 року. Усі RIR вичерпали свої пули адрес, за винятком тих, що були зарезервовані для переходу на IPv6 ; це сталося 15 квітня 2011 року для Азіатсько-Тихоокеанського регіону (APNIC), 10 червня 2014 року для Латинської Америки та Карибського басейну (LACNIC), 24 вересня 2015 року для Північної Америки (ARIN), 21 квітня 2017 року для Африки (AfriNIC), та 25 листопада 2019 року для Європи, Близького Сходу та Центральної Азії (RIPE NCC). Ці RIR все ще виділяють відновлені адреси або адреси, зарезервовані для спеціального призначення. Окремі провайдери все ще мають пули непризначених IP-адрес і можуть переробляти адреси, які більше не потрібні підписникам.

## IP-адресація
Кожному вузлу мережі Інтернет-протоколу (IP), такому як комп'ютер, маршрутизатор або мережевий принтер, призначається IP-адреса для кожного мережевого інтерфейсу, яка використовується для визначення місцезнаходження та ідентифікації вузла під час зв'язку з іншими вузлами мережі. Протокол Інтернету версії 4 містить 232 (4 294 967 296) адрес. Однак великі блоки адрес IPv4 зарезервовані для спеціального використання і недоступні для загального розподілу.
Структура адресації IPv4 забезпечує недостатню кількість загальнодоступних адрес для надання окремої адреси кожному Інтернет-пристрою або службі. Цю проблему деякий час пом'якшили зміни в інфраструктурі розподілу адрес і маршрутизації Інтернету. Перехід від класової мережевої адресації до безкласової міждоменної маршрутизації суттєво затримав вичерпання адрес. Крім того, трансляція мережевих адрес (NAT) дозволяє постачальникам послуги Інтернету та підприємствам маскувати приватний мережевий адресний простір лише однією загальнодоступною адресою IPv4 в Інтернет-інтерфейсі головного Інтернет-маршрутизатора, замість того, щоб призначати публічну адресу кожному мережевому пристрою.

## Вичерпання адреси
Хоча основною причиною вичерпання адреси IPv4 є недостатня ємність у розробці оригінальної інфраструктури Інтернету, кілька додаткових рушійних факторів посилили недоліки. Кожна з них збільшувала попит на обмежену пропозицію адрес, часто непередбачуваними початковими дизайнерами мережі.
Мобільні пристроїОскільки IPv4 все більше ставав стандартом де-факто для мережевого цифрового зв'язку, а вартість вбудовування значної обчислювальної потужності в портативні пристрої знизилася, мобільні телефони стали життєздатними Інтернет-хостами. Нові специфікації пристроїв 4G вимагають адресації IPv6.
Постійні зв'язкиПротягом 1990-х років переважаючим способом споживчого доступу до Інтернету був телефонний модем . Швидке зростання dial-up мереж збільшило кількість використовуваних адрес і пул присвоюваних IP-адрес був розподілений між великим числом користувачів. Однак до 2007 року поширення широкосмугового доступу в Інтернет на багатьох ринках почав перевищувати 50 %. На відміну від комутованого доступу, широкосмугові з'єднання постійно активні, і мережні пристрої (маршрутизатори, широкосмугові модеми) рідко вимикаються. Це призводить до того, що кількість задіяних IP-адрес збільшується.
Інтернет-демографіяРозвинений світ складається із сотень мільйонів домогосподарств. У 1990 році лише невелика частина з них мала доступ до Інтернету. Всього через 15 років майже половина з них мала постійне широкосмугове підключення. Багато нових користувачів Інтернету також викликають вичерпання адрес в таких країнах як Китай та Індія,
Неефективне використання адресиОрганізації, які отримали IP-адреси в 1980-х роках, часто мають більшу кількість IP-адрес, ніж їм справді потрібно, оскільки метод класової адресації, що використовується спочатку, визначає недостатньо ефективне використання адресного простору. Наприклад, великим компаніям або університетам було присвоєно адресні блоки класу A, що містять більше 16 мільйонів IPv4-адрес, оскільки попередня за розміром одиниця, блок класу B з 65 536 адресами, був занадто малим для передбачуваної кількості адрес, що використовуються.
Багато організацій продовжують використовувати загальнодоступні IP-адреси для пристроїв, недоступних за межами їхньої локальної мережі. З точки зору глобального розподілу адрес, це в багатьох випадках неефективно, але існують сценарії, коли це справді є перевагою у стратегіях впровадження організаційної мережі. 
Через неефективність, спричинену підмережами, важко використовувати всі адреси в блоці. Відношення щільності хоста, як визначено в RFC 3194, є метрикою для використання блоків IP-адрес, яка використовується в політиках розподілу.

## Зусилля з пом'якшення
Зусилля відстрочити вичерпання адресного простору почалися з визнанням проблеми на початку 1990-х років і введенням ряду уточнень, що дозволяють зробити існуючу структуру ефективнішою, як-от методи CIDR і сувору політику розподілу на основі використання.
Інженерна група Інтернету (IETF) створила групу маршрутизації та адресації (ROAD) у листопаді 1991 року, щоб вирішити проблему масштабованості, викликану класовою системою розподілу мережі, яка існувала на той час.
IPv6, технологія наступника IPv4, була розроблена для вирішення цієї проблеми. Вона підтримує приблизно 3.4 мережевих адрес. Хоча Станом на  2008 прогнозоване вичерпання вже наближалося до своєї завершальній стадії, більшість постачальників Інтернет-послуг і постачальників програмного забезпечення в той час тільки починали розгортання IPv6.
Інші заходи та технології щодо пом'якшення наслідків включають:
- використання трансляції мережевих адрес (NAT)[18], що дозволяє приватній мережі використовувати одну загальнодоступну IP-адресу та дозволяти приватні адреси в приватній мережі;
- використання приватної мережевої адресації[19];
- віртуальний хостинг вебсайтів на основі імен;
- посилення контролю регіональних Інтернет-реєстрів за виділенням адрес локальним Інтернет-реєстрам;
- перенумерація мережі та підмережі для відновлення великих блоків адресного простору, виділеного на початку існування Інтернету, коли Інтернет використовував неефективну класову мережеву адресацію[18].

## Терміни вичерпання та вплив

Вичерпання адрес IPv4 з 1995 року

Швидкість розподілу адрес IPv4 на RIR

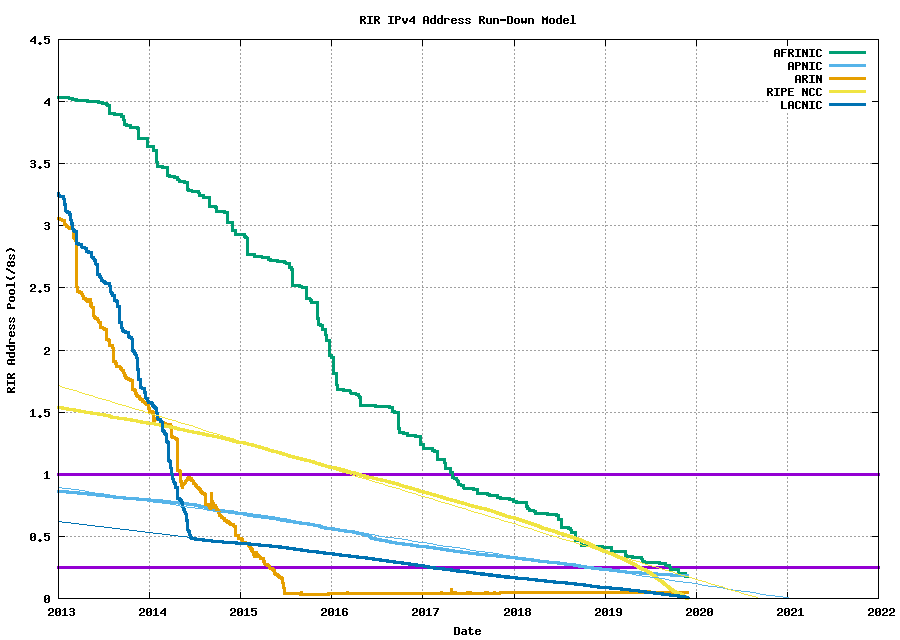
Проєкція Джеффа Х'юстона еволюції пулу IP для кожного RIR

31 січня 2011 року два останніх незарезервованих блоки адрес IANA /8 були виділені APNIC відповідно до процедур запиту RIR. Це залишило п'ять зарезервованих, але нерозподілених /8 блоків. Відповідно до політики ICANN, IANA на церемонії та прес-конференції 3 лютого 2011 року виділила одну з цих п'яти /8 кожному RIR, вичерпуючи пул IANA.
Різні застарілі блоки адрес, які історично розділялися між RIR, були розподілені між RIR у лютому 2011 року.
15 квітня 2011 року APNIC став першим регіональним реєстром Інтернету, у якого не вистачило вільно розподілених адрес IPv4. Ця дата знаменувала собою момент, коли не кожному, кому потрібна була адреса IPv4, можна було виділити її. Як наслідок цього вичерпання, наскрізне підключення, як того вимагають конкретні програми, не буде повсюдно доступним в Інтернеті, доки IPv6 не буде повністю запроваджено. Однак хости IPv6 не можуть безпосередньо зв'язуватися з хостами IPv4 і повинні спілкуватися за допомогою спеціальних служб шлюзу. Це означає, що комп'ютери загального призначення все ще повинні мати доступ до IPv4, наприклад через NAT64, на додаток до нової адреси IPv6, що вимагає більше зусиль, ніж просто підтримка IPv4 або IPv6. Очікується, що попит на IPv6 стане поширеним протягом трьох-чотирьох років.
На початку 2011 року лише 16–26 % комп'ютерів підтримували IPv6, тоді як лише 0,2 % віддавали перевагу IPv6-адресації, причому багато з них використовували методи переходу, такі як тунелювання Teredo. У 2011 році близько 0,15 % мільйона найпопулярніших вебсайтів були доступні за протоколом IPv6. Ситуацію ускладнює те, що від 0,027 % до 0,12 % відвідувачів не змогли отримати доступ до сайтів із подвійним стеком але більший відсоток (0,27 %) не міг отримати доступ до сайтів, які підтримують лише IPv4. Технології пом'якшення вичерпання IPv4 включають спільне використання адреси IPv4 для доступу до вмісту IPv4, реалізацію подвійного стека IPv6, трансляцію протоколів для доступу до вмісту з адресами IPv4 та IPv6, а також перемикання та тунелювання для обходу маршрутизаторів з одним протоколом.

### Регіональне вичерпання
Усі RIR виділили невеликий пул IP-адрес для переходу на IPv6 (наприклад, NAT операторського рівня), з якого кожен LIR зазвичай може отримати не більше 1024. ARIN і LACNIC резервують останній /10 для переходу на IPv6. APNIC і RIPE NCC зарезервували останній отриманий блок /8 для переходу на IPv6. AFRINIC резервує для цієї мети блок /11. Коли залишається тільки цей останній блок, кажуть, що запас адрес IPv4 RIR «вичерпаний».

Регіональні Інтернет-реєстри

Хронологія вичерпання IPv4 в IANA та RIR.

APNIC був першим RIR, який обмежив виділення до 1024 адрес для кожного члена, оскільки 14 квітня 2011 року його пул досяг критичного рівня одного блоку /8. APNIC RIR відповідає за розподіл адрес у зоні найшвидшого розширення Інтернету, включаючи ринки Китаю та Індії, що розвиваються.
RIPE NCC, регіональний Інтернет-реєстр для Європи, став другим RIR, який вичерпав свій пул адрес 14 вересня 2012 року.
10 червня 2014 року LACNIC, регіональний Інтернет-реєстр для Латинської Америки та Карибського басейну, став третім RIR, який вичерпав свій пул адрес.
ARIN було вичерпано 24 вересня 2015 року. ARIN не може виділити великі запити з липня 2015 року, але менші запити все ще задовольняються. Після вичерпання IANA запити адресного простору IPv4 стали обмежуватися додатковими обмеженнями в ARIN і стали ще більш обмеженими після досягнення останнього /8 у квітні 2014 року.
21 квітня 2017 року AFRINIC став останнім регіональним реєстром Інтернету, який вичерпав свій останній /8 блок IPv4-адрес (102/8), таким чином запустивши останній етап своєї політики вичерпання IPv4. Джефф Х'юстон прогнозував, що AFRINIC досягне рівня /11 блоку, що залишився, що ознаменує вичерпання в першій половині 2018 року, але за прогнозами 2019 року, ця подія очікується в 2020 році.
25 листопада 2019 року RIPE NCC оголосила, що здійснила «останнє виділення /22 IPv4 з останніх адрес, які залишились у нашому доступному пулі. Зараз у нас закінчилися адреси IPv4». RIPE NCC продовжить виділяти адреси IPv4, але лише «від організацій, які припинили свою діяльність або закриті, або від мереж, які повертають адреси, які їм більше не потрібні. Ці адреси будуть розподілені нашим членам (LIRs) відповідно до їхньої позиції в новому списку очікування». Оголошення також закликало до підтримки впровадження розгортання IPv6.

#### Вплив APNIC RIR вичерпання та LIR вичерпання
Системи, які потребують міжконтинентального з'єднання, повинні будуть мати справу з пом'якшенням вичерпання через вичерпання APNIC. У APNIC існуючі LIR могли подати заявку на дванадцять місяців запасів до вичерпання, якщо вони використовували більше 80 % виділеного їм місця. Починаючи з 15 квітня 2011 року, коли APNIC досягає свого останнього блоку /8, кожен (поточний або майбутній) учасник зможе отримати лише один розподіл із 1024 адрес (блок /22) лише один раз. Як показує нахил лінії пулу APNIC на діаграмі «Проєкція Джеффа Х'юстона еволюції пулу IP для кожного RIR» праворуч, останній блок /8 був би спорожнений протягом одного місяця без цієї політики. Відповідно до політики APNIC кожен поточний або майбутній учасник може отримати лише один блок /22 з цього останнього /8 (в останньому блоці /8 є 16384 /22 блоків). Оскільки існує близько 3000 поточних членів APNIC і близько 300 нових членів APNIC щороку, APNIC очікує, що цей останній /8 блок триватиме багато років. Після перерозподілу відновленого простору APNIC роздає додатковий /22 кожному учаснику за запитом.
1024 адреси в блоці /22 можуть використовуватися членами APNIC для надання NAT44 або NAT64 як послуги в мережі IPv6. Однак у нового великого провайдера 1024 адреси IPv4 може бути недостатньо для забезпечення підключення IPv4 всім клієнтам через обмежену кількість портів, доступних для однієї адреси IPv4.
Регіональні Інтернет-реєстри (RIR) для Азії (APNIC) та Північної Америки мають політику, яка називається Inter-RIR IPv4 Address Transfer Policy, яка дозволяє передавати IPv4-адреси з Північної Америки до Азії. Політика ARIN була введена в дію 31 липня 2012 року.
Для полегшення цих трансферів були створені брокерські компанії IPv4.

### Відомі рекомендації щодо вичерпання
Оцінки часу повного вичерпання адреси IPv4 сильно відрізнялися на початку 2000-х років. У 2003 році Пол Вілсон (директор APNIC) заявив, що, виходячи з поточних темпів розгортання, доступного місця вистачить на одне-два десятиліття. У вересні 2005 року у звіті Cisco Systems було зазначено, що пул доступних адрес вичерпається всього за 4-5 років. За останній рік перед вичерпанням розподіл IPv4 прискорювався, що призвело до тенденції вичерпання до більш ранніх дат.
- 21 травня 2007 року американський регіональний реєстр ARIN звернувся до інтернет-спільноти зі зверненням про необхідність переходу на нумерацію IPv6 у зв'язку з очікуваним вичерпанням запасу IPv4-адрес у 2010 році в тих ситуаціях, коли потрібне регулярне виділення ARIN нових IP-адрес[57]. Ситуації включають з'єднання між пристроями всередині Інтернету, так як деякі пристрої можуть мати тільки IPv6-адреси.
- 20 червня 2007 року Реєстр Інтернет-адрес Латинської Америки та Карибського басейну (LACNIC) рекомендував «підготувати свої регіональні мережі до IPv6» до 1 січня 2011 року для вичерпання адрес IPv4 «за три роки»[58].
- 26 червня 2007 року Азіатсько-Тихоокеанський мережевий інформаційний центр (APNIC), RIR для Тихоокеанського регіону та Азії, підтримав заяву Японського центру мережевої інформації (JPNIC) про перехід розвитку та розробки Інтернету у напрямку, заснованому на IPv6.
- 26 жовтня 2007 р. Координаційний центр мережі Réseaux IP Européens Network Coordination Center (RIPE NCC), RIR для Європи, Близького Сходу та частини Центральної Азії, схвалив заяву від спільноти RIPE, в якій закликалося до широкого розповсюдження IPv6 усіма зацікавленими сторонами
- 15 квітня 2009 року ARIN надіслала листа всім генеральним директорам/керівникам компаній, яким призначені адреси IPv4, в якому повідомила, що ARIN очікує, що простір IPv4 буде вичерпано протягом наступних двох років[59].
- У травні 2009 року RIPE NCC запустила IPv6ActNow.org, щоб допомогти пояснити «IPv6 у термінах, які кожен може зрозуміти, і надати різноманітну корисну інформацію, спрямовану на сприяння глобальному поширенню IPv6».
- 25 серпня 2009 року ARIN оголосила про спільну серію заходів у Карибському регіоні, щоб підштовхнути до впровадження IPv6. У цей час ARIN повідомила, що залишилося менше 10,9 % адресного простору IPv4[60].
- Всесвітній день IPv6 був заходом, спонсорованим і організованим Інтернет-суспільством і кількома великими постачальниками контенту для перевірки публічного розгортання IPv6. Він розпочався о 00:00 UTC 8 червня 2011 року і закінчився о 23:59 того ж дня. Тест в основному включав вебсайти, які публікували записи AAAA, що дозволяло хостам з підтримкою IPv6 підключатися до цих сайтів за допомогою IPv6, а також виправляти неправильно налаштовані мережі.
- Всесвітній день запуску IPv6 відбувся 6 червня 2012 року після успіху Всесвітнього дня IPv6 роком раніше. Він залучав набагато більше учасників і мав більш амбітну мету — постійно ввімкнути IPv6 в мережах організацій учасників.
- 24 вересня 2015 року ARIN оголосила про вичерпання пулу адрес IPv4 ARIN[10].
- 25 листопада 2019 року RIPE NCC оголосила[47], що здійснила «останнє виділення /22 IPv4 з останніх адрес, які залишилися у нашому доступному пулі».
- 21 серпня 2020 року LACNIC оголосила, що зробила остаточний розподіл IPv4[61].

## Пом'якшення наслідків після вичерпання
До 2008 року розроблялося планування політики для епохи завершення гри та після вичерпання. Було обговорено кілька пропозицій щодо затримки дефіциту адрес IPv4:

### Відновлення невикористаного простору IPv4
До і в той час, коли класовий дизайн мережі все ще використовувався як модель розподілу, деяким організаціям були виділені великі блоки IP-адрес. З використанням CIDR, Internet Assigned Numbers Authority (IANA) потенційно може повернути ці діапазони та повторно видати адреси в менших блоках.  ARIN, RIPE NCC і APNIC мають політику передачі, таку, що адреси можна повертати з метою перепризначення конкретному одержувачу. Однак перенумерація великої мережі може обійтися дорого з точки зору витрат і часу, тому ці організації, ймовірно, не схвалять цього.
Аналогічно, блоки IP-адрес були виділені об'єктам, які більше не існують, і деякі виділені блоки IP-адрес або великі їх частини ніколи не використовувалися. Жодного суворого обліку розподілу IP-адрес не проводилося, і потрібно було б докласти значних зусиль, щоб відстежити, які адреси дійсно не використовуються, оскільки багато з них використовуються лише в інтранетах . 
Деякий адресний простір, раніше зарезервований IANA, додано до доступного пулу. Були пропозиції використовувати мережевий діапазон класу E IPv4-адрес (що додало б 268.4 мільйони IP-адрес доступного пулу), але багато операційних систем і мікропрограм комп'ютерів і маршрутизаторів не дозволяють використовувати ці адреси. З цієї причини було запропоновано не призначати простір класу E для загальнодоступного призначення, а натомість дозволити його приватне використання для мереж, які потребують більше адресного простору, ніж зараз доступно через RFC 1918 .
Кілька організацій повернули великі блоки IP-адрес. Примітно, що Стенфордський університет відмовився від блоку IP-адрес класу А у 2000 році, зробивши 16 мільйонів IP-адрес доступними. Інші організації, які зробили це, включають Міністерство оборони США, BBN Technologies та Interop.

### Ринки IP-адрес
Створення ринків для купівлі та продажу адрес IPv4 вважалося вирішенням проблеми дефіциту IPv4 і засобом перерозподілу. Основними перевагами ринку адрес IPv4 є те, що він дозволяє покупцям підтримувати безперебійну роботу локальної мережі.
- Створення ринку IPv4-адрес лише затримає практичне вичерпання адресного простору IPv4 на відносно короткий час, оскільки публічний Інтернет все ще зростає.
- Концепція юридичної власності на IP-адреси як власність прямо заперечується програмними документами ARIN та RIPE NCC та Угодою про реєстраційні послуги ARIN, хоча права власності постулювалися на основі листа генерального радника Національного наукового фонду.[75] Пізніше NSF вказав, що ця точка зору не була офіційною, і згодом була опублікована заява Міністерства торгівлі США, в якій зазначено, що «USG бере участь у розробці політики, процесів і процедур, узгоджених технічним співтовариством Інтернету, і підтримує їх. АРІН»[76][77].
- Безладна торгівля адресами призвела б до фрагментації розподілу адрес, що викликало б сильне збільшення глобальної таблиці маршрутизації, наслідком чого були б серйозні проблеми маршрутизації у багатьох компаній, які використовують старі маршрутизатори з обмеженими розмірами таблиць маршрутизації або з малими обчислювальними потужностями. Ці величезні витрати накладалися б діями учасників ринку адрес IPv4 на усіх користувачів Інтернету і являли собою негативні економічні зовнішні витрати, які потрібно компенсувати.
- Як першопрохідник в індустрії, компанія Microsoft купила 666 624 адрес IPv4 на розпродажі Nortel за сім з половиною мільйонів доларів[78]. Цікаво, що для того щоб ARIN зробила передачу адрес, Microsoft необхідно виконати умови, за яких вона могла б отримати адреси від ARIN безкоштовно до моменту вичерпання[79]. Тим не менш, куплених адрес Microsoft має вистачити на 12 місяців, у той час як від ARIN вони отримали б адрес на 3 місяці[80].

### Перехідні механізми
Оскільки пул адрес IPv4 вичерпується, деякі провайдери не зможуть надавати клієнтам адреси IPv4 з глобальною маршрутизацією. Тим не менш, клієнти, ймовірно, потребують доступу до послуг в Інтернеті IPv4. Для надання послуг IPv4 через мережу доступу IPv6 було розроблено кілька технологій.
У IPv4 NAT на рівні ISP провайдери можуть реалізувати трансляцію мережевих адрес IPv4 у своїх мережах і призначати приватні адреси IPv4 клієнтам. Такий підхід може дозволити клієнтам продовжувати використовувати наявне обладнання. Деякі оцінки для NAT стверджують, що американські провайдери мають у 5-10 разів більше IP-адрес, які їм потрібні для обслуговування своїх існуючих клієнтів.
Однак виділення приватних IPv4-адрес клієнтам може суперечити розподілу приватних IP-адрес у мережах клієнтів. Крім того, деяким провайдерам, можливо, доведеться розділити свою мережу на підмережі, щоб дозволити їм повторно використовувати приватні адреси IPv4, що ускладнює адміністрування мережі. Є також занепокоєння, що функції NAT споживчого рівня, такі як DMZ, STUN, UPnP і шлюзи рівня програми, можуть бути недоступні на рівні ISP. NAT на рівні ISP може призвести до багаторівневої трансляції адрес, що, ймовірно, ще більше ускладнить використання таких технологій, як переадресація портів, що використовується для роботи вебсерверів у приватних мережах. 
NAT64 перетворює запити IPv6 від клієнтів у запити IPv4. Це дозволяє уникнути необхідності надання будь-яких адрес IPv4 клієнтам і дозволяє клієнтам, які підтримують лише IPv6, отримувати доступ до ресурсів IPv4. Однак цей підхід вимагає DNS-сервера сумісні з DNS64 і не може підтримувати клієнтські пристрої, які підтримують лише IPv4.
DS-Lite (Dual-Stack Light) використовує тунелі від обладнання клієнта до транслятора мережевих адрес у провайдера. Приміщене обладнання споживача інкапсулює пакети IPv4 в оболонку IPv6 і відправляє їх на хост, відомий як елемент AFTR . Елемент AFTR деінкапсулює пакети та виконує трансляцію мережевих адрес перед їх відправкою у загальнодоступний Інтернет. NAT в AFTR використовує IPv6-адресу клієнта в своїй таблиці зіставлення NAT. Це означає, що різні клієнти можуть використовувати одні й ті ж приватні IPv4-адреси, уникаючи необхідності виділення приватних IP-адрес IPv4 клієнтам або використання кількох NAT.

## Довгострокове рішення
Розгортання IPv6 — це засноване на стандартах рішення для дефіциту адреси IPv4. IPv6 схвалено та впроваджено всіма органами технічних стандартів Інтернету та постачальниками мережевого обладнання. Він охоплює багато вдосконалень дизайну, включаючи заміну 32-розрядного формату адреси IPv4 на 128-бітну адресу, що забезпечує простір для адресації без обмежень у найближчому майбутньому. IPv6 активно впроваджується у виробництво з червня 2006 року, після того як організоване всесвітнє тестування та оцінка проєкту 6bone припинилися. Сумісність для хостів, які використовують лише протоколи IPv4, реалізована за допомогою різноманітних механізмів переходу IPv6 .